# Hydrocleys
Hydrocleys es un género de plantas de fanerógamas de la familia Alismataceae, conyiene trece especies.  Es originario de América tropical.

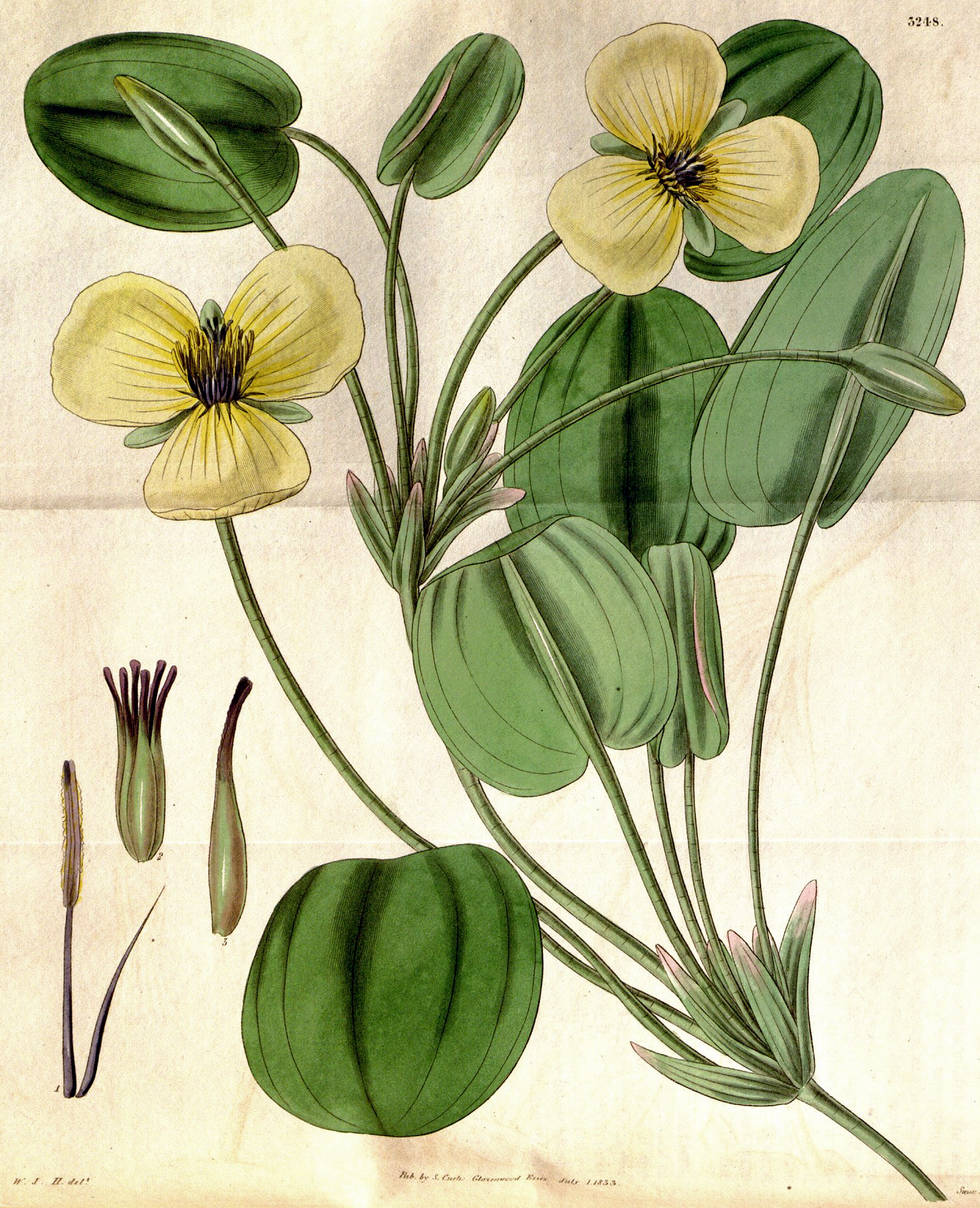
Hydrocleys nymphoides

## Descripción
Son hierbas sumergidas; con tallos cortos y erectos; estolones frecuentemente presentes, teretes. Hojas basales, flotantes o sumergidas, las sumergidas filodios sésiles, las flotantes largamente pecioladas; pecíolos teretes, septados, de base envainadora; láminas orbiculares a oblongo-lanceoladas, ápice mucronado a obtuso, base redondeada a cordada.
Inflorescencias pocas a numerosas y ocasionalmente proliferantes, con pocas a muchas flores; pedúnculos largos, teretes y septados; brácteas delicadas, libres, elípticas a lanceoladas, más cortas que los pedicelos subyacentes; flores largamente pediceladas, los pedicelos teretes; sépalos persistentes, coriáceos, erectos, lanceolados, el ápice cuculado, con o sin nervio principal, verdes; pétalos fugaces, delicados, erectos a patentes, oblongo-obovados a orbiculares, más largos o más cortos que los sépalos, amarillos a blancos; estambres 6 o más, en 1 o varias series, los exteriores frecuentemente estériles, filamentos lineares o lanceolados, aplanados, anteras lineares; carpelos 3–8, teretes, linear-lanceolados, ligeramente cohesionados en la base, atenuados hacia el estilo, este incurvado, papiloso en el ápice. Frutos más o menos teretes, linear-lanceolados, membranáceos, sin surcos dorsales y con dehiscencia a lo largo de los márgenes internos; semillas numerosas, densa a escasamente pubescente-glandulares.

## Taxonomía
El género fue descrito por  Louis Claude Marie Richard, y publicado en Mémoires du Muséum d'Histoire Naturelle 1: 368. 1815. La especie tipo es: Hydrocleys commersonii Rich. 

## Especies
- Hydrocleys martii Seub.
- Hydrocleys mattogrossensis (Kuntze) Holm-Niels. & R.R.Haynes
- Hydrocleys modesta Pedersen
- Hydrocleys nymphoides (Humb. & Bonpl. ex Willd.) Buchenau
- Hydrocleys parviflora Seub.